# JUMP UP
『JUMP UP』（ジャンプ・アップ）は、日本のロックバンドSUPERCARの2枚目のアルバム。1999年3月10日、エピックレコードジャパンより発売された。

## 概要
- 前作「スリーアウトチェンジ」より1年ぶりのアルバム。
- 初回限定：スペシャルパッケージ
- 本作には終始、意図的にノイズがかけられている。

## 収録曲
| 全作詞: 石渡淳治、全作曲: 中村弘二、全編曲: SUPERCAR。 |                                                       |          |            |      |
| #                                                      | タイトル                                              | 作詞     | 作曲・編曲 | 時間 |
| 1.                                                     | 「Walk Slowly」                                       | 石渡淳治 | 中村弘二   | 5:01 |
| 2.                                                     | 「Sunday People」                                     | 石渡淳治 | 中村弘二   | 5:21 |
| 3.                                                     | 「Jump」                                              | 石渡淳治 | 中村弘二   | 3:56 |
| 4.                                                     | 「My Girl」                                           | 石渡淳治 | 中村弘二   | 3:56 |
| 5.                                                     | 「Wonderful World」                                   | 石渡淳治 | 中村弘二   | 3:49 |
| 6.                                                     | 「Love Forever」(後に7thシングルとしてシングルカット) | 石渡淳治 | 中村弘二   | 4:11 |
| 7.                                                     | 「Tonight」                                           | 石渡淳治 | 中村弘二   | 3:30 |
| 8.                                                     | 「Skyphone Speaker」                                  | 石渡淳治 | 中村弘二   | 4:57 |
| 9.                                                     | 「Low-down (Live Scene)」                             | 石渡淳治 | 中村弘二   | 4:33 |
| 10.                                                    | 「Talk Talk」                                         | 石渡淳治 | 中村弘二   | 6:40 |
| 11.                                                    | 「Daydreamer」                                        | 石渡淳治 | 中村弘二   | 5:40 |
| 合計時間:                                              | 合計時間:                                             | 51:34    |            |      |